# Гребля на байдарках и каноэ на летних Олимпийских играх 1964
Соревнования по гребле на байдарках и каноэ на летних Олимпийских играх 1964 года проходили на искусственном озере Сагами в районе Мидори-ку города Сагамихара префектуры Канагава.

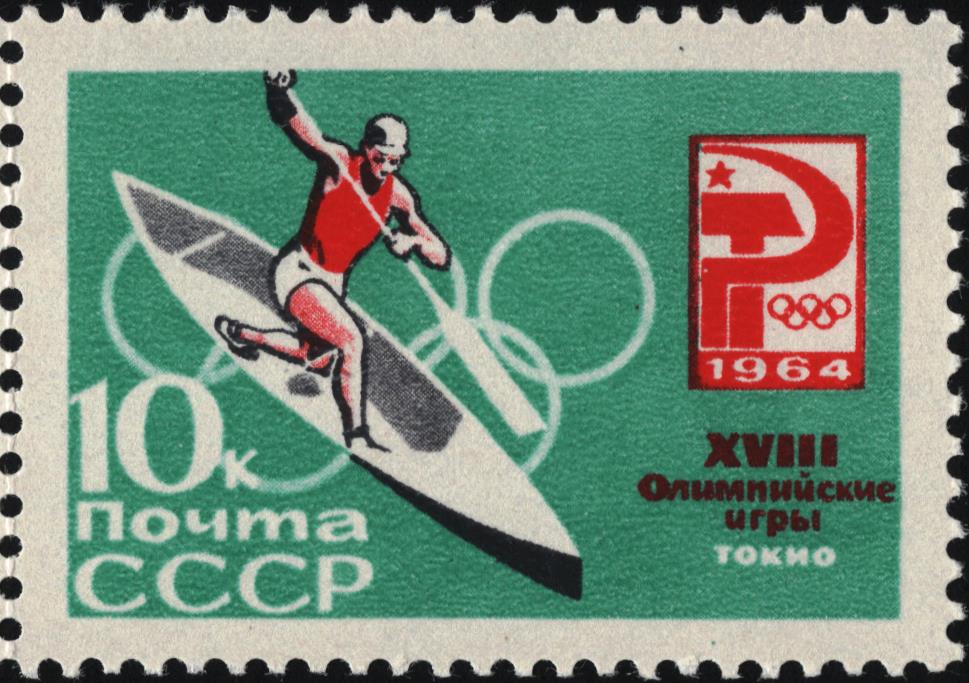
Почтовая марка

## Общий медальный зачёт
| Место | Страна                          | Золото | Серебро | Бронза | Всего |
| ----- | ------------------------------- | ------ | ------- | ------ | ----- |
| 1     | СССР                            | 3      | 0       | 1      | 4     |
| 2     | Объединённая германская команда | 2      | 1       | 1      | 4     |
| 3     | Швеция                          | 2      | 0       | 0      | 2     |
| 4     | Румыния                         | 0      | 2       | 3      | 5     |
| 5     | США                             | 0      | 1       | 1      | 2     |
| 6     | Франция                         | 0      | 1       | 0      | 1     |
| 6     | Венгрия                         | 0      | 1       | 0      | 1     |
| 6     | Нидерланды                      | 0      | 1       | 0      | 1     |
| 9     | Дания                           | 0      | 0       | 1      | 1     |

## Медалисты

### Мужчины
| Дисциплина                 | Золото                                                                       | Серебро                                                                                                  | Бронза                                                                     |
| -------------------------- | ---------------------------------------------------------------------------- | --- | -------------------------------------------------------------------------- |
| Каноэ-одиночка — 1000 м    | Юрген Эшерт Объединённая германская команда                                  | Андрей Игоров Румыния                                                                                    | Евгений Пеняев СССР                                                        |
| Каноэ-двойка — 1000 м      | СССР · Андрей Химич · Степан Ощепков                                         | Франция · Жан Будеэн · Мишель Шапюи                                                                      | Дания · Пеер Нильсен · Йон Сёренсен                                        |
| Байдарка-одиночка — 1000 м | Рольф Петерсон Швеция                                                        | Михай Хес Венгрия                                                                                        | Аурел Вернеску Румыния                                                     |
| Байдарка-двойка — 1000 м   | Швеция · Свен-Олов Шёделиус · Гуннар Уттерберг                               | Нидерланды · Антониус Гёртс · Паулюс Хукстра                                                             | Объединённая германская команда · Хайнц Бюкер · Хольгер Цандер             |
| Байдарка-четвёрка — 1000 м | СССР · Николай Чужиков · Анатолий Гришин · Вячеслав Ионов · Владимир Морозов | Объединённая германская команда · Гюнтер Перлеберг · Бернхард Шульце · Фридхельм Венцке · Хольгер Цандер | Румыния · Симьон Кучьюк · Атанасие Счотник · Михай Цуркаш · Аурел Вернеску |

### Женщины
| Дисциплина                | Золото                                                               | Серебро                             | Бронза                                   |
| ------------------------- | -------------------------------------------------------------------- | ----------------------------------- | ---------------------------------------- |
| Байдарка-одиночка — 500 м | Людмила Хведосюк СССР                                                | Хильде Лауэр Румыния                | Маршия Джонс США                         |
| Байдарка-двойка — 500 м   | Объединённая германская команда · Росвита Эссер · Аннемари Циммерман | США · Фрэнсин Фокс · Глориэнн Перье | Румыния · Хильде Лауэр · Корнелия Сидери |